# Куликова, Мария Васильевна
Мари́я Васи́льевна Кулико́ва (17 января 1917, дер. Марицыно, Владимирская губерния — 14 апреля 1999, Иваново, Ивановская область, Россия) — помощник мастера фабрики им. Ф. Э. Дзержинского города Иванова, Герой Социалистического Труда (1960).

## Биография
Родилась 17 января 1917 года в деревне Марицыно на территории современного Ивановского района Ивановской области в рабочей семье. Отец и мать работали на ткацкой фабрике в Иваново. Русская. Окончила сельскую школу, работала в колхозе. Но вскоре пошла по стопам родителей, продолжив трудовую династию.
В 1936 году Маша Струнникова с отличием окончила школу фабрично-заводского ученичества при фабрике имени Дзержинского в Иваново. Работала на фабрике, включилась в стахановское движение. В 1938 году как лучшую прядильщицу производства её командировали на учёбу в областную школу помощников мастера.
С мая 1940 года стала работать помощником мастера на своей фабрике им. Дзержинского. Проработал в этой должности почти 33 года. В трудные военные годы работала и за мастера и за помощника мастера, заменяя ушедших на фронт мужчин. В 1942 году вступил в ВКП/КПСС.
В 1951 году Мария Куликова вместе с другими помощниками мастеров выступила с инициативой социалистического соревнования за ударную работу коллектива, за достижение отстающими участками, цехами и бригадами основных технико-экономических показателей передовых предприятий. Этот призыв нашел широкий отклик в области, на многих предприятиях Кинешмы, Вичуги, Шуи и в самом Иваново стали превышаться государственные задания. В 1956 году передовую текстильщицу выбрали депутатом Верховного Совета СССР. Её опыт демонстрировался на ВДНХ. Она была награждена золотой медалью выставки.
Указом Президиума Верховного Совета СССР от 7 марта 1960 года в ознаменование 50-летия Международного женского дня, за выдающиеся достижения в труде и особо плодотворную общественную деятельность Куликовой Марии Васильевне присвоено звание Героя Социалистического Труда с вручением ордена Ленина и золотой медали «Серп и Молот».
Была делегатом XXI, XXII, XXIII съездов КПСС, избиралась депутатом Верховного Совета СССР. В 1961—1966 — член Центральной ревизионной комиссии КПСС. В составе советских делегаций побывала в ГДР, Польше, Чехословакии, Австрии, Финляндии и на Кубе.
С 1973 года М. В. Куликова работала заместителем директора фабрики имени Дзержинского по подготовке и воспитанию молодых текстильщиков массовых профессий. В июне 1978 года ушла на заслуженный отдых.
Жила в городе Иваново. Скончалась 14 апреля. 1999 года. Похоронена на Аллее почётных граждан на кладбище Балино города Иванова.
Награждена орденами Ленина, Трудового Красного Знамени, медалями.